# Randersgades Skole
Randersgades Skole er en folkeskole, der er beliggende på Randersgade på Østerbro i København med i alt 272 elever (2023) fordelt på børnehaveklasse samt 1.-9. klassetrin.
Randersgades Skole blev grundlagt d. 15. oktober 1886. Hvert år fejres skolens fødselsdag. I 2022 kom Hjem-is forbi, og så var der is til hele skolen. Skolen har fødselsdag samme dag som Hans Kongelige Højhed Prins Christian.
Bygningen er opført 1885-86 efter tegninger af Andreas Clemmensen. 

## Randersgades som verdensmålsskole
Randersgades Skole har været en verdensmålsskole siden 2015.
Randersgades Skole på Østerbro blev som den første skole i Danmark verdensmålscertificeret. Dette skyldes skolens ambitiøse og helhedsorienterede arbejde gennem flere år med at give verdensmålene en central plads i både undervisningen og måden at drive skolen på.
Skolen har dekoreret facaden med et banner, hvor eleverne viser de forskellige verdensmål.
Alle klasser på skolen har VM-lektioner på skemaet, hvor eleverne arbejder fokuseret med verdensmålene.

## Renoveringen af Randersgades Skole
Randersgades Skole var under renovering fra august 2018 - juni 2019. I august 2019 rykkede elever, pædagoger og lærere tilbage til en nyrenoveret skole samt skolegård. 

## Gennemsnitlige klassekvotienter
Gennemsnitlige klassekvotienter udregnet efter elevgruppe (2023):
- Indskolingen (Bhk. - 5. klasse): 17,00 elever pr. klasse
- Udskolingen (6.-9. klasse): 17,00 elever pr. klasse